# Lịch sử hành chính Lào Cai
Lào Cai là một tỉnh thuộc vùng Tây Bắc Bộ, Việt Nam.

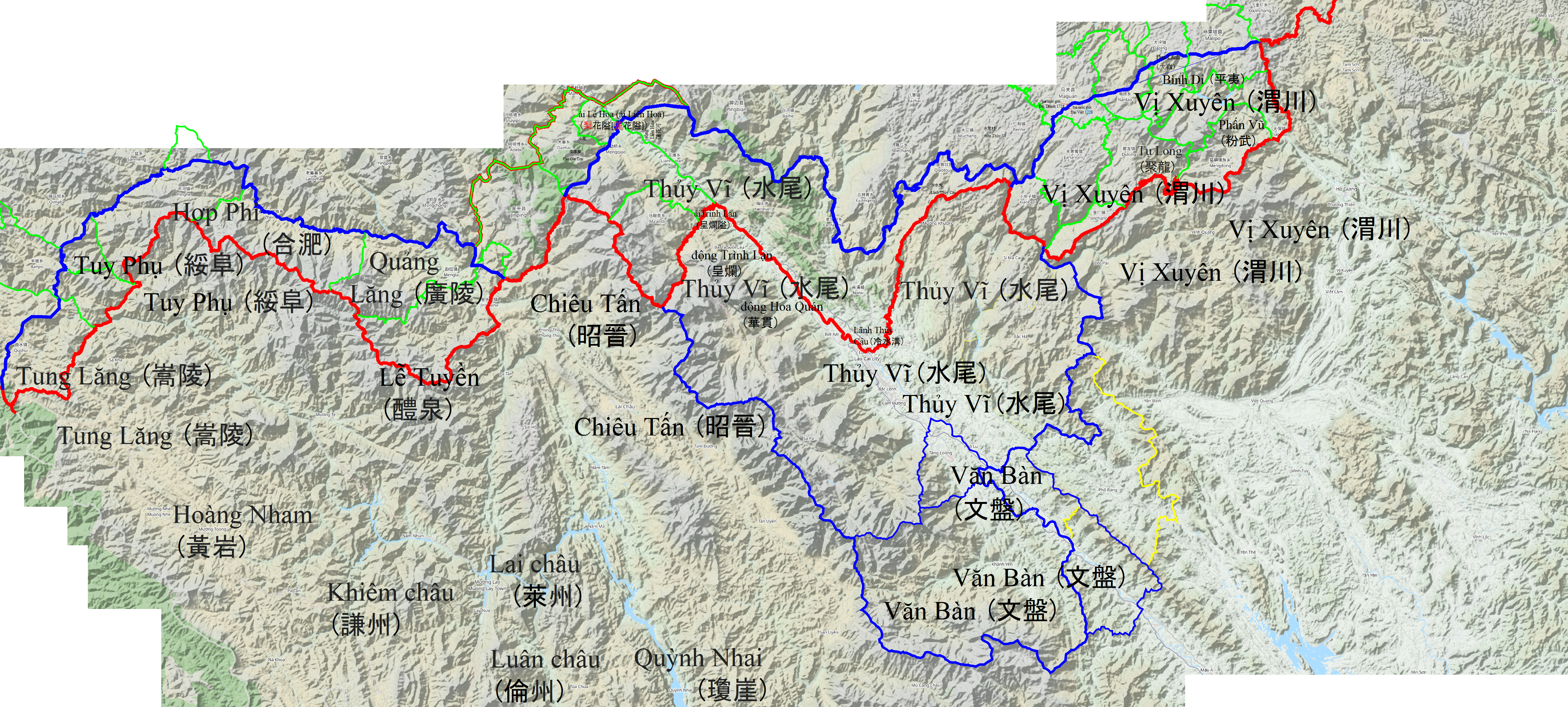
Bản đồ châu Thủy Vĩ phủ Quy Hóa trấn Hưng Hóa nước Đại Việt thời Hậu Lê.

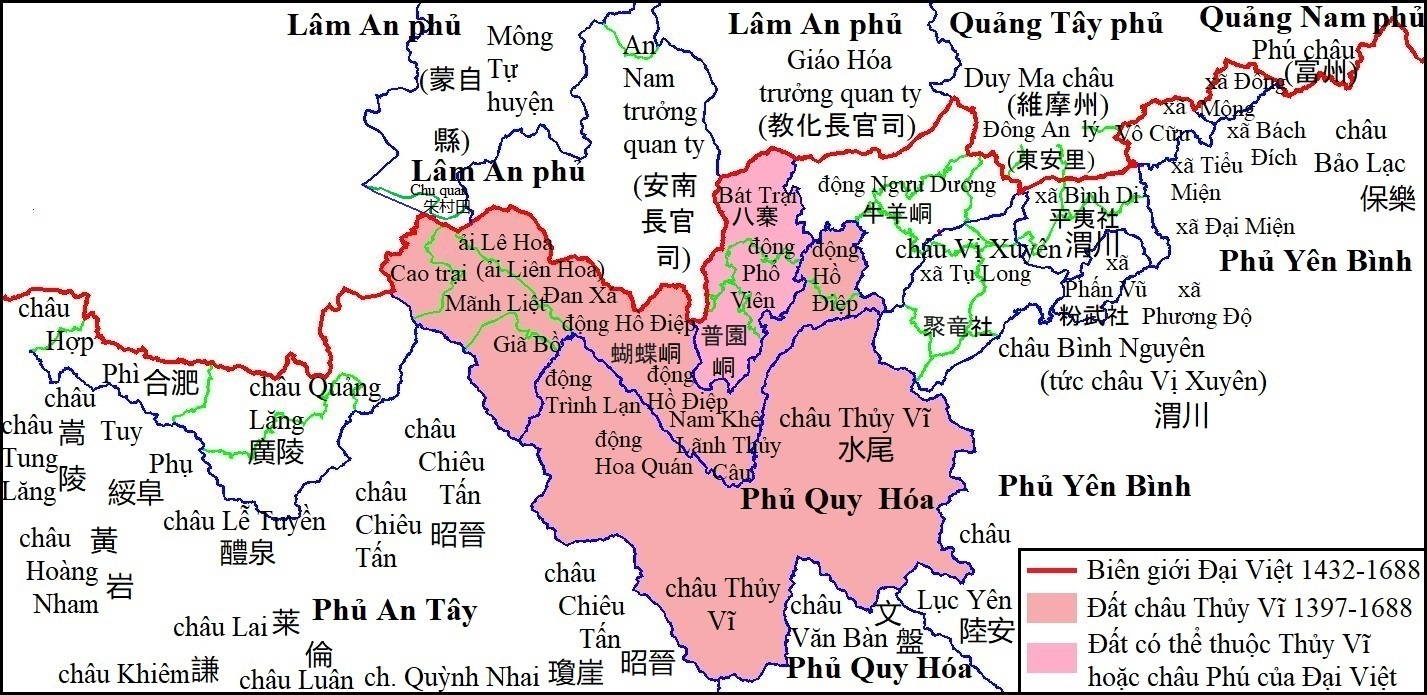
Bản đồ châu Thủy Vĩ phủ Quy Hóa trấn Hưng Hóa (nay là phần phía bắc tỉnh Lào Cai) trước năm 1688 (năm nhà Lê-Trịnh mất đất phong cho chúa Bầu về lãnh thổ nhà Thanh).

## Sau năm 1945
Sau Cách mạng tháng 8 năm 1945, bỏ cấp phủ, gọi chung là huyện. Tổ chức hành chính trên địa bàn gồm 2 thị xã: Lào Cai (tỉnh lị), Cam Đường và 6 huyện: Bắc Hà, Bảo Thắng, Bát Xát, Mường Khương, Phong Thổ, Sa Pa.
Năm 1955, huyện Phong Thổ được sáp nhập vào tỉnh Lai Châu.
Năm 1965, chia tách một số xã thuộc huyện Bảo Thắng.
Năm 1966, chia huyện Bắc Hà thành hai huyện lấy tên là huyện Bắc Hà và huyện Si Ma Cai.
Năm 1975, hợp nhất tỉnh Lào Cai, tỉnh Nghĩa Lộ và tỉnh Yên Bái thành một tỉnh lấy tên là tỉnh Hoàng Liên Sơn.
Năm 1977, thành lập thị trấn nông trường Phong Hải thuộc huyện Bảo Thắng trên cơ sở toàn bộ xã Phong Hải.
Năm 1979, điều chỉnh địa giới các thị xã Lào Cai, Cam Đường và các huyện Bát Xát, Bảo Thắng; hợp nhất một số xã thuộc các huyện Bát Xát, Bắc Hà và thành lập thị trấn Phố Lu thuộc huyện Bảo Thắng. Cùng năm, hợp nhất thị xã Lào Cai và thị xã Cam Đường thành một đơn vị hành chính lấy tên là thị xã Lào Cai; hợp nhất huyện Bắc Hà và huyện Si Ma Cai thành một huyện lấy tên là huyện Bắc Hà
Năm 1980, điều chỉnh địa giới thị xã Lào Cai và các huyện Mường Khương, Bảo Thắng. Sáp nhập một phần toàn bộ xã Bản Phiệt, xã Bản Cầm thuộc huyện Mường Khương và toàn bộ xã Vạn Hòa, thị xã Lào Cai vào huyện Bảo Thắng.
Năm 1981, hợp nhất và điều chỉnh địa giới một số xã thuộc các huyện Bát Xát, Mường Khương, Bắc Hà.
- Sắp xếp một số đơn vị hành chính cấp xã thuộc huyện Bát Xát:
  - Sáp nhập toàn bộ xã San Lùng vào xã Bản Vược.
  - Sáp nhập toàn bộ xã Bản Qua vào xã Tả Ngảo.
  - Sáp nhập một phần xã Tả Ngảo vào xã Quang Kim

- Sắp xếp một số đơn vị hành chính cấp xã thuộc huyện Mường Khương:
  - Sáp nhập toàn bộ xã Thải Giàng Sán vào xã Tả Gia Khâu.
  - Sáp nhập toàn bộ xã Lồ Sử vào xã Dìn Chín.
  - Sáp nhập toàn bộ xã Lao Táo vào xã Pha Long.
  - Sáp nhập toàn bộ xã Sư Ma Tủng vào xã Tả Ngải Chồ.
  - Sáp nhập một phần xã Tả Chu Phùng vào xã Mường Khương.
  - Sáp nhập toàn bộ xã Tùng Lâu và phần còn lại xã Tả Chu Phùng vào xã Tung Chung Phố.

- Sắp xếp một số đơn vị hành chính cấp xã thuộc huyện Bắc Hà:
  - Thành lập xã Nàn Sán trên cơ sở toàn bộ xã Dào Dền Sán và xã Nàn Vái.
  - Sáp nhập toàn bộ xã Nàn Cảng vào xã Si Ma Cai.
  - Thành lập xã Sán Chải trên cơ sở toàn bộ xã Hồ Mù Chải và xã Sín Hồ Sán.
  - Thành lập xã Lùng Sui trên cơ sở toàn bộ xã Lùng Sán và xã Seng Sui.
  - Thành lập xã Lùng Cải trên cơ sở toàn bộ xã Cờ Cải và xã Lùng Chín.

Năm 1986, thành lập thị trấn Tằng Loỏng thuộc huyện Bảo Thắng. Cùng năm, sáp nhập toàn bộ xã Hợp Thành và xã Tả Phời thuộc huyện Bảo Thắng vào thị xã Lào Cai.
Năm 1989, sáp nhập các xã Vạn Hòa và xã Lào Cai của huyện Bảo Thắng vào thị xã Lào Cai; chuyển xã Lào Cai thành phường Lào Cai thuộc thị xã Lào Cai.
Năm 1991, tỉnh Lào Cai được tái lập; chuyển 2 huyện Bảo Yên và Văn Bàn của tỉnh Yên Bái và huyện Than Uyên của tỉnh Nghĩa Lộ cũ (đã giải thể ngày 27-12-1975) về tỉnh Lào Cai quản lý. Tỉnh Lào Cai có 9 đơn vị hành chính gồm thị xã Lào Cai và 8 huyện: Bắc Hà, Bảo Thắng, Bảo Yên, Bát Xát, Mường Khương, Sa Pa, Than Uyên, Văn Bàn. Cùng năm, thành lập thị trấn Than Uyên thuộc huyện Than Uyên..
Năm 1992, tái lập thị xã Cam Đường. Cùng năm, chia tách và điều chỉnh địa giới một số xã thuộc thị xã Lào Cai và thị xã Cam Đường.
Năm 1993, thành lập một số phường thuộc thị xã Lào Cai.
Năm 1994, thành lập thị trấn Bát Xát thuộc huyện Bát Xát trên cơ sở một phần xã Bản Qua. Thị trấn Bát Xát có 149 hécta diện tích tự nhiên với 2.495 nhân khẩu.
Năm 2000, tái lập huyện Si Ma Cai trên cơ sở một phần huyện Bắc Hà. Huyện Si Ma Cai có 23.148 ha diện tích tự nhiên và 22.394 nhân khẩu; gồm 13 đơn vị hành chính trực thuộc là các xã : Thào Chư Phìn, Bản Mế, Sán Chải, Lùng Sui, Mản Thẩn, Cán Hồ, Sín Chéng, Lử Thẩn, Quan Thần Sán, Cán Cấu, Nàn Sín, Nàn Sán, Si Ma Cai.
Năm 2002, sáp nhập thị xã Cam Đường vào thị xã Lào Cai.
Năm 2003, huyện Than Uyên được sáp nhập vào tỉnh Lai Châu..
Năm 2004, thành lập thành phố Lào Cai và một số phường thuộc thành phố Lào Cai.
- Thành lập thành phố Lào Cai trên cơ sở toàn bộ thị xã Lào Cai
- Thành lập các phường thuộc thành phố Lào Cai
  - Thành lập phường Bắc Cường trên cơ sở toàn bộ xã Bắc Cường. Phường Bắc Cường có 1.279 ha diện tích tự nhiên và 4.267 nhân khẩu.
  - Thành lập phường Nam Cường trên cơ sở toàn bộ xã Nam Cường. Phường Nam Cường có 1.117 ha diện tích tự nhiên và 4.178 nhân khẩu.
  - Thành lập phường Bình Minh trên cơ sở một phần xã Cam Đường. Phường Bình Minh có 1.050 ha diện tích tự nhiên và 4.518 nhân khẩu.

- Thành phố Lào Cai có 22.150 ha diện tích tự nhiên và 100.225 nhân khẩu, có 17 đơn vị hành chính trực thuộc, gồm 12 phường và 5 xã.

Năm 2010, thành lập thị trấn Mường Khương thuộc huyện Mường Khương.
- Sáp nhập một phần xã Tung Chung Phố, huyện Mường Khương vào xã Mường Khương. Thành lập thị trấn Mường Khương trên cơ sở toàn bộ xã Mường Khương. Thị trấn Mường Khương có 3.565 ha diện tích tự nhiên và 8.207 nhân khẩu.

Năm 2019, thành lập thị xã Sa Pa; thành lập một số phường và sắp xếp một số xã thuộc thị xã Sa Pa.
- Thành lập thị xã Sa Pa trên cơ sở toàn bộ huyện Sa Pa.
- Thành lập các đơn vị hành chính cấp xã thuộc thị xã Sa Pa:
  - Thành lập phường Cầu Mây trên cơ sở một phần thị trấn Sa Pa, xã Lao Chải và xã San Sả Hồ. Phường Cầu Mây có 6,51 km² diện tích tự nhiên và quy mô dân số 5.649 người.
  - Thành lập phường Hàm Rồng trên cơ sở một phần thị trấn Sa Pa và xã Sa Pả. Phường Hàm Rồng có 8,69 km² diện tích tự nhiên và quy mô dân số 7.413 người.
  - Thành lập phường Ô Quý Hồ trên cơ sở một phần thị trấn Sa Pa và xã San Sả Hồ. Phường Ô Quý Hồ có 15,19 km² diện tích tự nhiên và quy mô dân số 5.033 người.
  - Thành lập phường Phan Si Păng trên cơ sở một phần thị trấn Sa Pa và xã San Sả Hồ. Phường Phan Si Păng có 10,57 km² diện tích tự nhiên và quy mô dân số 5.195 người.
  - Thành lập phường Sa Pa trên cơ sở một phần thị trấn Sa Pa. xã Lao Chải và xã Sa Pả. Phường Sa Pa có 6,25 km² diện tích tự nhiên và quy mô dân số 9.412 người.
  - Thành lập phường Sa Pả trên cơ sở một phần thị trấn Sa Pa, xã Lao Chải và xã Sa Pả. Phường Sa Pả có 7,29 km² diện tích tự nhiên và quy mô dân số 5.420 người.
  - Thành lập xã Hoàng Liên trên cơ sở phần còn lại xã Lao Chải và xã San Sả Hồ. Xã Hoàng Liên có 69,03 km² diện tích tự nhiên và quy mô dân số 5.319 người.
  - Thành lập xã Liên Minh trên cơ sở toàn bộ xã Nậm Sài và xã Nậm Cang. Xã Liên Minh có 96,63 km² diện tích tự nhiên và quy mô dân số 3.554 người.
  - Thành lập xã Mường Bo trên cơ sở toàn bộ xã Thanh Phú và xã Suối Thầu. Xã Mường Bo có 50,08 km² diện tích tự nhiên và quy mô dân số 4.330 người.
  - Thành lập xã Mường Hoa trên cơ sở toàn bộ xã Hầu Thào và xã Sử Pán. Xã Mường Hoa có 18,12 km² diện tích tự nhiên và quy mô dân số 5.344 người.
  - Thành lập xã Ngũ Chỉ Sơn trên cơ sở toàn bộ xã Bản Khoang và xã Tả Giàng Phìn. Xã Ngũ Chỉ Sơn có 80,52 km² diện tích tự nhiên và quy mô dân số 6.090 người.
  - Thành lập xã Thanh Bình trên cơ sở toàn bộ xã Thanh Kim và xã Bản Phùng. Xã Thanh Bình có 52,36 km² diện tích tự nhiên và quy mô dân số 3.849 người.
  - Sáp nhập phần còn lại xã Sa Pả vào xã Trung Chải. Xã Trung Chải có 50,04 km² diện tích tự nhiên và quy mô dân số 5.086 người.

- Thị xã Sa Pa có 681,37 km² diện tích tự nhiên và quy mô dân số 81.857 người, có 16 đơn vị hành chính cấp xã, gồm 6 phường và 10 xã.

Năm 2020, điều chỉnh địa giới thành phố Lào Cai và các huyện Bảo Thắng, Bát Xát; sắp xếp đơn vị hành chính cấp xã và thành lập một số xã, thị trấn thuộc tất cả các đơn vị hành chính của tỉnh Lào Cai (trừ huyện Mường Khương).
- Sáp nhập một phần một phần xã Gia Phú, huyện Bảo Thắng vào phường Thống Nhất, thành phố Lào Cai. Sáp nhập một phần xã Quang Kim, huyện Bát Xát vào phường Duyên Hải, thành phố Lào Cai. Sáp nhập toàn bộ xã Cốc San, huyện Bát Xát vào thành phố Lào Cai. Sau khi điều chỉnh:
  - Xã Gia Phú, huyện Bảo Thắng có 45,19 km2 diện tích tự nhiên và quy mô dân số 8.363 người.
  - Xã Quang Kim, huyện Bát Xát có 28,77 km2 diện tích tự nhiên và quy mô dân số 5.327 người.
- Sắp xếp các đơn vị hành chính cấp xã thuộc huyện Bảo Thắng:
  - Sáp nhập toàn bộ xã Phố Lu vào thị trấn Phố Lu. Thị trấn Phố Lu có 22,19 km² diện tích tự nhiên và quy mô dân số 10.802 người.
  - Sáp nhập một phần xã Xuân Giao vào thị trấn Tằng Loỏng. Thị trấn Tằng Loỏng có 36,12 km² diện tích tự nhiên và quy mô dân số 6.947 người.
  - Sau khi sắp xếp, huyện Bảo Thắng có 651,98 km² diện tích tự nhiên và quy mô dân số 103.262 người, có 14 đơn vị hành chính cấp xã, gồm 11 xã và 03 thị trấn.

- Sắp xếp các đơn vị hành chính cấp xã thuộc huyện Bát Xát:
  - Sáp nhập toàn bộ xã Ngải Thầu vào xã A Lù. Xã A Lù có 41,55 km² diện tích tự nhiên và quy mô dân số 4.467 người.
  - Sáp nhập một phần xã Bản Qua vào thị trấn Bát Xát. Thị trấn Bát Xát có 15,24 km² diện tích tự nhiên và quy mô dân số 6.933 người.
  - Sau khi sắp xếp, huyện Bát Xát có 1.035,51 km² diện tích tự nhiên và quy mô dân số 74.388 người, có 21 đơn vị hành chính cấp xã gồm 20 xã và 01 thị trấn.

- Sắp xếp các đơn vị hành chính cấp xã thuộc thành phố Lào Cai:
  - Sáp nhập toàn bộ phường Phố Mới vào phường Lào Cai. Phường Lào Cai có 7,80 km² diện tích tự nhiên và quy mô dân số 12.909 người.
  - Sáp nhập một phần xã Đồng Tuyển vào phường Duyên Hải; sáp nhập một phần phường Duyên Hải vào phường Cốc Lếu; sáp nhập một phần phường Cốc Lếu vào phường Kim Tân. Phường Duyên Hải có 7,24 km² diện tích tự nhiên và quy mô dân số 4.212 người. Phường Cốc Lếu có 2,93 km² diện tích tự nhiên và quy mô dân số 17.152 người. Phường Kim Tân có 2,59 km² diện tích tự nhiên và quy mô dân số 18.124 người.
  - Sáp nhập một phần phường Bình Minh vào phường Pom Hán và phường Xuân Tăng; sáp nhập một phần phường Thống Nhất vào phường Xuân Tăng. Phường Pom Hán có 2,90 km² diện tích tự nhiên và quy mô dân số 10.691 người. Phường Bình Minh có 4,66 km² diện tích tự nhiên và quy mô dân số 3.762 người. Phường Xuân Tăng có 9,03 km² diện tích tự nhiên và quy mô dân số 5.422 người.
  - Thành lập xã Thống Nhất trên cơ sở phần còn lại phường Thống Nhất. Xã Thống Nhất có 33,94 km² diện tích tự nhiên và quy mô dân số 7.229 người.
  - Sau khi sắp xếp, thành phố Lào Cai có 282,13 km² diện tích tự nhiên và quy mô dân số 130.671 người, có 17 đơn vị hành chính cấp xã, gồm 10 phường và 07 xã.

- Sắp xếp các đơn vị hành chính cấp xã thuộc huyện Bảo Yên:
  - Thành lập xã Phúc Khánh trên cơ sở toàn bộ xã Long Phúc và xã Long Khánh. Xã Phúc Khánh có 80,74 km² diện tích tự nhiên và quy mô dân số 5.136 người.
  - Sau khi sắp xếp, huyện Bảo Yên có 17 đơn vị hành chính cấp xã, gồm 16 xã và 01 thị trấn.

- Sắp xếp các đơn vị hành chính cấp xã thuộc huyện Văn Bàn:
  - Sáp nhập toàn bộ xã Văn Sơn vào xã Võ Lao. Xã Võ Lao có 57,11 km² diện tích tự nhiên và quy mô dân số 12.918 người.
  - Sau khi sắp xếp, huyện Văn Bàn có 22 đơn vị hành chính cấp xã, gồm 21 xã và 01 thị trấn.

- Sắp xếp các đơn vị hành chính cấp xã thuộc huyện Si Ma Cai:
  - Thành lập xã Quan Hồ Thẩn trên cơ sở toàn bộ xã Quan Thần Sán, xã Cán Hồ và xã Màn Thẩn. Xã Quan Hồ Thẩn có 31,41 km² diện tích tự nhiên và quy mô dân số 5.154 người.
  - Thành lập xã Lùng Thẩn trên cơ sở toàn bộ xã Lử Thẩn và xã Lùng Sui. xã Lùng Thẩn có 35,78 km² diện tích tự nhiên và quy mô dân số 4.480 người.
  - Thành lập thị trấn Si Ma Cai trên cơ sở toàn bộ xã Si Mai Cai. Thị trấn Si Ma Cai có 15,01 km² diện tích tự nhiên và quy mô dân số 5.652 người.
  - Sau khi sắp xếp, huyện Si Ma Cai có 10 đơn vị hành chính cấp xã, gồm 09 xã và 01 thị trấn.

- Sắp xếp các đơn vị hành chính cấp xã thuộc huyện Bắc Hà:
  - Sáp nhập toàn bộ xã Bản Già vào xã Tả Củ Tỷ. Xã Tả Củ Tỷ có 37,05 km² diện tích tự nhiên và quy mô dân số 3.209 người.
  - Sáp nhập toàn bộ xã Lầu Thí Ngài vào xã Lùng Phình. Xã Lùng Phình có 40,08 km² diện tích tự nhiên và quy mô dân số 3.262 người.
  - Sau khi sắp xếp, huyện Bắc Hà có 19 đơn vị hành chính cấp xã, gồm 18 xã và 01 thị trấn.

Năm 2024, sáp nhập toàn bộ xã Tà Chải thuộc huyện Bắc Hà vào thị trấn Bắc Hà. Thị trấn Bắc Hà có diện tích tự nhiên là 6,49 km2 và quy mô dân số là 12.203 người.